# دهستان پیشوا
دهستان پیشوا یکی از دهستان‌های شهرستان پیشوا در استان تهران ایران است. این دهستان در بخش مرکزی شهرستان پیشوا قرار دارد و براساس سرشماری مرکز آمار ایران در سال ۱۳۹۰، جمعیت آن ۳۸۹۲ نفر (در ۹۹۲ خانوار) بوده‌است.